# Polyalthia flava
Polyalthia flava är en kirimojaväxtart som beskrevs av Elmer Drew Merrill. Polyalthia flava ingår i släktet Polyalthia och familjen kirimojaväxter. Inga underarter finns listade i Catalogue of Life.